# Golshifteh Farahani

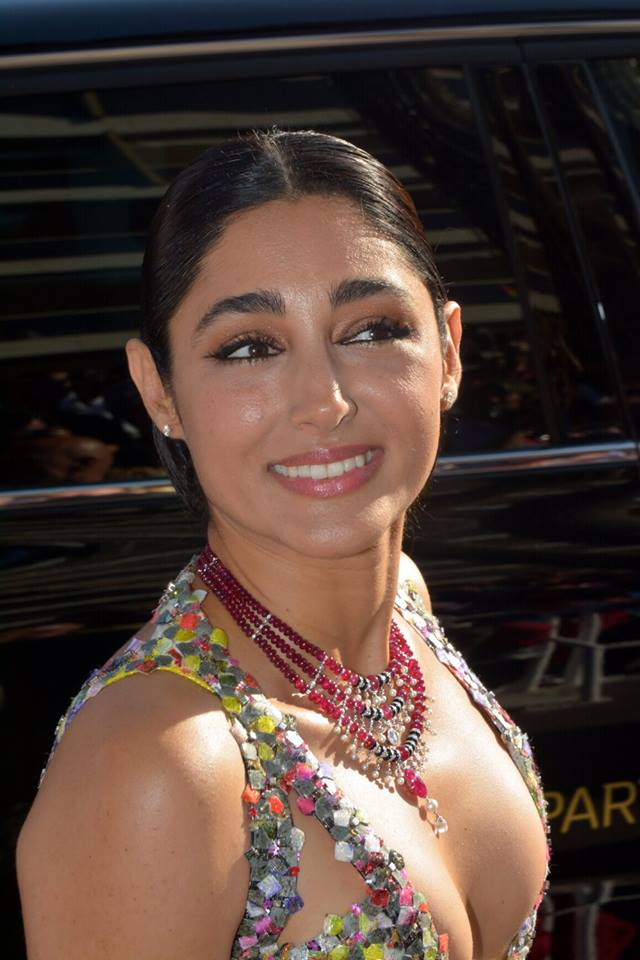
Golshifteh Farahani (Cannes 2018)

Golshifteh Farahani, pers. گلشیفته فراهانی (ur. 10 lipca 1983 w Teheranie) – irańska aktorka filmowa i teatralna.

## Życiorys
Urodzona 10 lipca 1983 w Teheranie. Jej ojciec jest właścicielem teatru, a matka, siostra i brat – aktorami i reżyserami. W młodości uczyła się grać na fortepianie, studiowała w konserwatorium w Teheranie. Rodzice planowali dla niej studia w konserwatorium wiedeńskim, jednak Farahani odmówiła i zdecydowała się na karierę aktorską. 
W pierwszym filmie wystąpiła w wieku 14 lat, a po porzuceniu studiów muzycznych jej kariera aktorska nabrała tempa. Przełomem była rola w hollywoodzkim filmie Ridleya Scotta W sieci kłamstw (2008). W zwiastunie do tego filmu była przez kilka sekund widoczna bez nakrycia głowy, co w Iranie wywołało skandal, a Farahani zatrzymano paszport i przez siedem miesięcy prowadzono śledztwo w sprawie o naruszenie bezpieczeństwa narodowego, za które mogła grozić nawet kara śmierci. W tym czasie Farahani wystąpiła w swoim ostatnim irańskim filmie Co wiesz o Elly? (2009) Asghara Farhadiego, który zdobył Srebrnego Niedźwiedzia za reżyserię na 59. MFF w Berlinie. Po premierze tego filmu śledztwo umorzono i pozwolono aktorce wyjechać z Iranu z sugestią, by nie wracała. Wyemigrowała do Francji, w następnych latach przyjmowała głównie role zbuntowanych kobiet ze świata muzułmańskiego.
Zasiadała w jury sekcji „Horyzonty” na 70. MFF w Wenecji (2013) oraz w jury konkursu głównego na 73. MFF w Berlinie (2023).

## Filmografia

### Filmy
- 2006 – Półksiężyc
- 2007 – Santouri
- 2008 – W sieci kłamstw
- 2009 – Co wiesz o Elly?
- 2011 – Gdy budzą się demony
- 2011 – Kurczak ze śliwkami
- 2012 – The Patience Stone
- 2014 – Exodus: Bogowie i królowie jako Nefertari
- 2016 – Paterson jako żona Patersona
- 2017 – Piraci z Karaibów: Zemsta Salazara[3] jako Shansa
- 2018 – Noc pożera świat jako Sarah
- 2018 – Córy słońca jako Bahar
- 2019 – L'angle mort jako Elham
- 2019 – Arab Blues jako Selma Derwich
- 2020 – Tyler Rake: Ocalenie jako Nik Khan
- 2022 – Brat i siostra jako Faunia Vuillard
- 2022 – Smok mojego taty jako Dela Elevator (głos)
- 2022 – Une comédie romantique jako Salomé
- 2023 – Tyler Rake 2 jako Nik Khan

### Seriale
- od 2018 – gen:LOCK jako Yasamin 'Yaz' Madrani
- 2021 – VTC jako Nora
- 2021 – Inwazja jako Aneesha Malik